# Сидоренко Кирило Володимирович (хокеїст)
Кирило Володимирович Сидоренко (рос. Кирилл Владимирович Сидоренко; 30 березня 1983, м. Омськ, СРСР) — російський хокеїст, правий/лівий нападник. Виступає за «Зауралля» (Курган) у Вищій хокейній лізі.
Вихованець хокейної школи «Авангард» (Омськ). Виступав за «Мостовик» (Курган), «Сибір» (Новосибірськ), «Енергія» (Кемерово), ЦСК ВВС (Самара), «Крила Рад» (Москва), «Титан» (Клин), «Кристал» (Саратов), «Іжсталь» (Іжевськ).